# Associazione Calcio Pordenone 1960-1961
Questa voce raccoglie le informazioni riguardanti l'Associazione Calcio Pordenone nelle competizioni ufficiali della stagione 1960-1961.

## Rosa
| N. |                   | Ruolo | Calciatore          |
| -- | ----------------- | ----- | ------------------- |
|    | Italia (bandiera) |       | Brusadin            |
|    | Italia (bandiera) | C     | Ugo Callegari       |
|    | Italia (bandiera) | C     | Lorenzo Canal       |
|    | Italia (bandiera) |       | Cincotto            |
|    | Italia (bandiera) | A     | Mario Colondri      |
|    | Italia (bandiera) | C     | Carlo Endrigo       |
|    | Italia (bandiera) | A     | Federico Jaconissi  |
|    | Italia (bandiera) | D     | Antonio Magnetto    |
|    | Italia (bandiera) | A     | Marcello Mariotto   |
|    | Italia (bandiera) |       | Merlo               |
|    | Italia (bandiera) | A     | Michelangelo Oderda |

| N. |                   | Ruolo | Calciatore          |
| -- | ----------------- | ----- | ------------------- |
|    | Italia (bandiera) |       | Piva                |
|    | Italia (bandiera) | C     | Giorgio Pozza       |
|    | Italia (bandiera) | A     | Mario Renosto       |
|    | Italia (bandiera) | C     | Luciano Scroccaro   |
|    | Italia (bandiera) | P     | Angelo Stabile      |
|    | Italia (bandiera) | A     | Roberto Tacchini    |
|    | Italia (bandiera) | P     | Giuseppe Tagini     |
|    | Italia (bandiera) | D     | Alfredo Tardivo     |
|    | Italia (bandiera) | D     | Roberto Viglianetti |
|    | Italia (bandiera) | C     | Marcello Venier     |
|    | Italia (bandiera) | D     | Massimo Villa       |